# والدلاینینگن
والدلاینینگن (به آلمانی: Waldleiningen) یک شهر در آلمان است که در کایزرسلاوترن واقع شده‌است. والدلاینینگن ۴۱۹ نفر جمعیت دارد.